# 西若山村
西若山村（にしわかやまむら）は石川県珠洲郡にあった村。現在の珠洲市中心部の西北西、若山川上流にあたる。

## 地理
- 山 ： 宝立山、鞍坪岳
- 河川 ： 若山川

## 歴史
- 1889年（明治22年）4月1日 - 町村制の施行により、珠洲郡延武村、内山村、国兼村、大坊村、中村、上正力村、宗末村、二子村、吉ヶ池村、北山村、上黒丸村、南山村、白滝村、洲巻村、上山村及び向村を廃し、その区域をもって珠洲郡西若山村を設置する。
- 1908年（明治41年）8月15日 - 珠洲郡東若山村及び西若山村を廃し、珠洲郡若山村を設置する。